# 馬諾諾

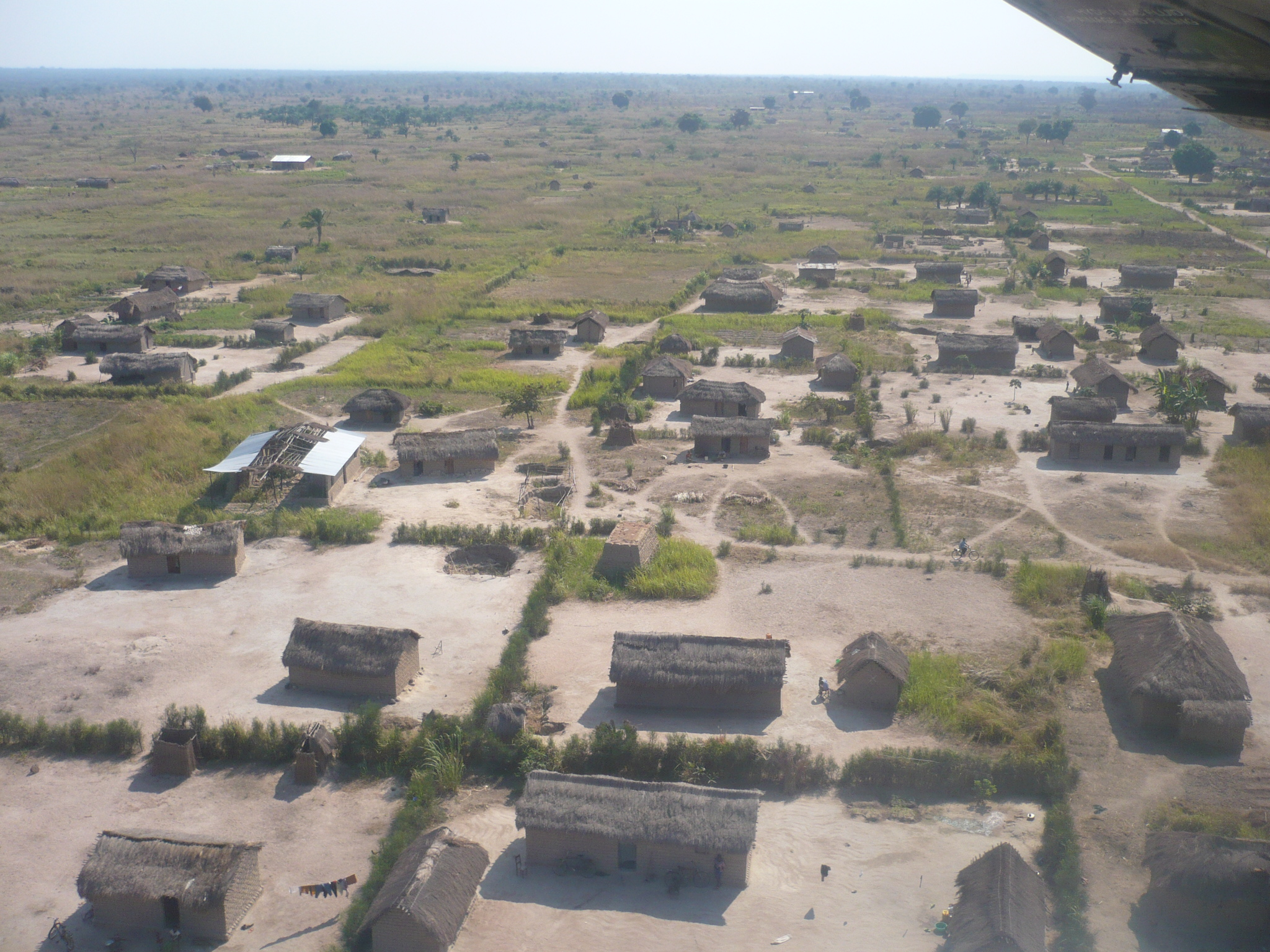
馬諾諾

馬諾諾是剛果民主共和國的城鎮，由加丹加省負責管轄，位於盧武阿河西岸，主要經濟活動是採礦業，該地區蘊藏約1億噸礦物，鎮上有機場設施，人口337,955。
5°6′0″S 26°25′0″E / 5.10000°S 26.41667°E